# Makrokylindrus neptunius
Makrokylindrus neptunius är en kräftdjursart som beskrevs av Jones 1969. Makrokylindrus neptunius ingår i släktet Makrokylindrus och familjen Diastylidae.
Artens utbredningsområde är Tasmanhavet. Inga underarter finns listade i Catalogue of Life.